# Mbandaka (commune)
Pour les articles homonymes, voir Mbandaka (homonymie).
Mdandaka est une commune de la ville de Mbandaka en République démocratique du Congo. 

## Géographie
La ville se développe à partir de son port sur le fleuve Congo qui relie la ville à Kinshasa et Kisangani.

## Histoire
Coquilhatville obtient son statut de ville en 1958.

## Quartiers
La commune est constituée de 10 quartiers :
Air Congo, Bakusu, Basoko, Bokala, Djombo, Ikongowasa, Ibanda, Ipeko, Mambenga, Mbandaka-Inkole.

## Édifices
L'Hôtel de Ville, édifice construit en 1945, se trouve dans le quartier Mabenga, avenue Bonsomi.